# Kortney Kane

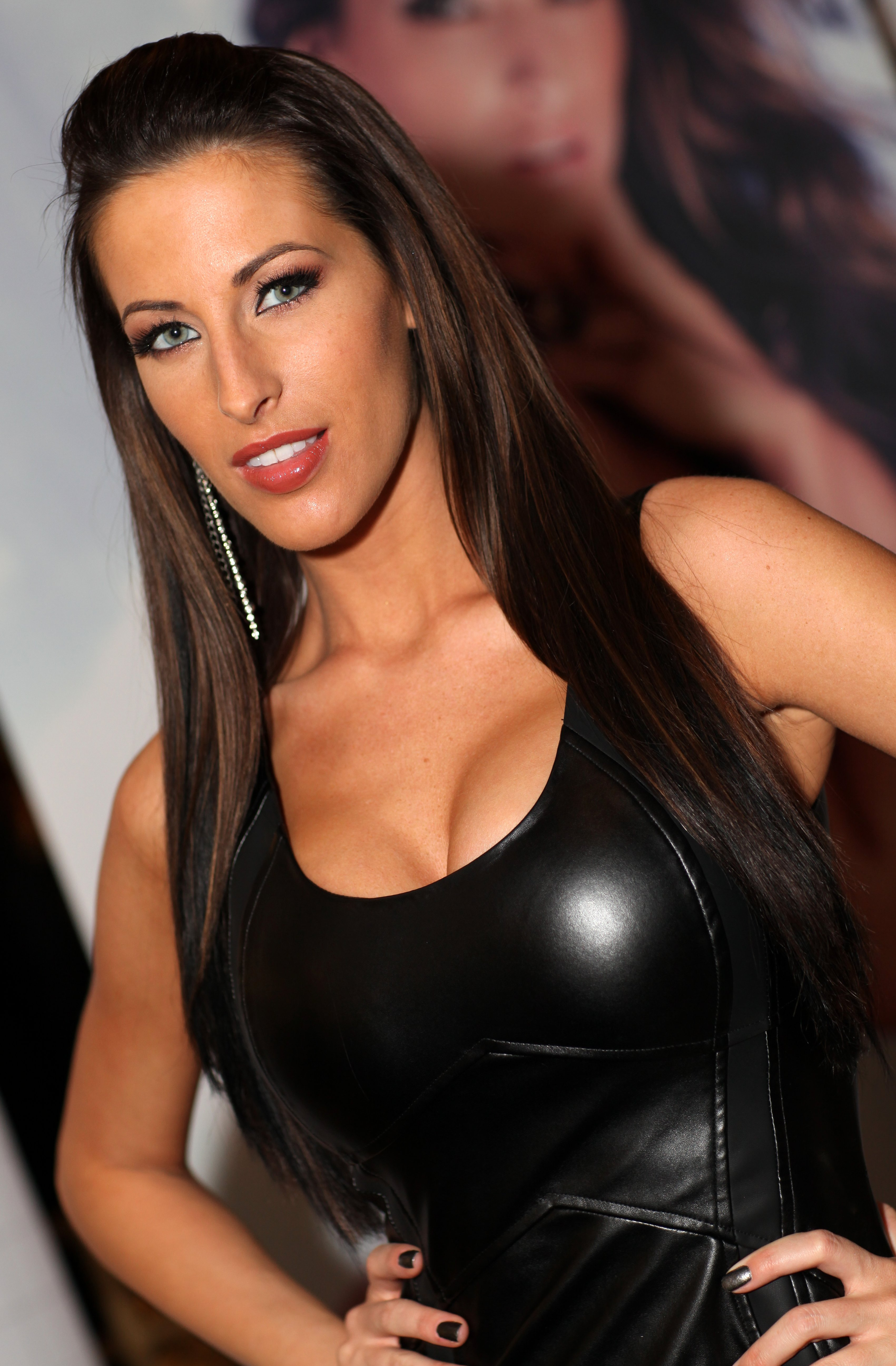
Kortney Kane

Kortney Kane (Columbia, Dél-Karolina, Amerikai Egyesült Államok, 1986. július 31. –) amerikai pornószínésznő.
Első munkájaként gondnokként dolgozott egy privát iskolában 14 évesen. Ugyanebben az életévében elvesztette a szüzességét. Felszolgálóként dolgozott egy sztriptízbárban, mielőtt a felnőtt filmes világba bekerült volna 2009 decemberében. Hardcore filmekben játszott 2010-től. Olyan stúdiók foglalkoztatták, mint Brazzers, Penthouse, Wicked Pictures, Zero Tolerance és Adam & Eve. Weben megtalálható a Courtney Kane, Kourtney Kane nevekkel is. 165 cm magas. Köldökében van piercingje, és Los Angelesben él. Csuklóján tetoválás van.

## Válogatott filmszerepei
- 2012 A Big Tit Christmas 3
- 2012 The Cool Crowd
- 2012 Share the Load 5
- 2012 Drive Me Crazy
- 2012 Water World: Underwater Sex
- 2012 Shopping for Sex
- 2012 Invading My Privacy
- 2012 Titties -n- Lace
- 2012 Private Gold 127: A Ship E-Rect
- 2011 Private Blockbusters 7: Mission Asspossible
- 2011 Big Breast Nurses 7
- 2011 Gym Rats Orgy 2011 Slutty & Sluttier 15
- 2011 Four Eyed Fuck Fest
- 2011 Grindhouse XXX
- 2011 Badass School Girls 5
- 2011 Knockers Out
- 2011 Sleazy Riders
- 2011 Neighborhood Swingers 5